# Apollo 8
Apollo 8 var den anden bemandede mission i Apollo programmet, hvor kaptajnen Frank Borman, kommandomodulpiloten James Lovell og månelandingsmodulpiloten William Anders blev de første mennesker der kom i kredsløb om Månen. Det var også den første bemandede opsendelse af Saturn V raketten.
Månelandingsmodulet var ikke medbragt på Apollo 8, så Anders' Lunar Module Pilot-titel skyldtes udelukkende at astronauternes store ego'er forbød logiske titler som 2.- og 3.-pilot.
NASA forberedte sig kun i 4 måneder på missionen. Den anvendte hardware havde kun været brugt få gange; Saturn V-raketten havde kun været opsendt 2 gange før og Apollo-rumskibet havde kun lige afsluttet sin første bemandede mission, Apollo 7. Men missionens succes banede vejen for den succesfulde afslutning af præsident Kennedys mål om at lande på Månen før slutningen på årtiet.
Efter opsendelsen den 21. december 1968, tog det tre dage at flyve til Månen, som de var i kredsløb omkring i 20 timer. Mens de var i kredsløb om Månen lavede besætningen en juleaftens-tv-udsendelse hvori de læste op fra skabelsesberetningen i bibelen. Det var den mest sete udsendelse til dato.

## Besætning
- Frank Borman (Kaptajn)
- James Lovell (CM-pilot)
- William Anders (LM-pilot)